# 烟酸盐酸盐
烟酸盐酸盐是一种化合物，化学式为C6H6ClNO2，它由质子化的烟酸阳离子（C6H6NO2+）和氯离子构成，分子间存在O－H…Cl、N－H…O和N－H…Cl氢键。它可由烟酸的甲醇溶液和盐酸的甲醇溶液反应得到。它可以在铂的催化下于50 °C加压氢化，得到3-哌啶甲酸盐酸盐。

## 相关物质
烟酸的氢溴酸盐（CAS 51527-85-6）和氢碘酸盐（689268-61-9）是已知的。